# Trophée mondial de course en montagne 1985
Navigation
1986
Le Trophée mondial de course en montagne 1985 est une compétition de course en montagne qui s'est déroulée le 23 septembre 1985 à San Vigilio di Marebbe dans la province autonome de Bolzano en Italie. Il s'agit de la première édition de l'épreuve.

## Résultats
La course féminine se déroule sur une boucle de 3 km à parcourir deux fois. L'Italienne Guidina Dal Sasso prend les commandes suivie de près par ses compatriotes ainsi que les Allemandes Olivia Grüner et Christiane Fladt. La jeune Olivia fait la différence dans le second tour et prend la tête tandis que sa compatriote Christiane lâche du terrain sur les Italiennes. Olivia Grüner crée la sensation et décroche le premier titre de championne du monde de course en montagne à seize ans. Elle devance le trio italien composé de Chiara Saporetti, Guidina Dal Sasso et Valentina Bottarelli. Grâce à leur tir groupé, les Italiennes remportent le classement par équipes. Olivia Grüner décroche de plus l'argent par équipes aux côtés de Christiane et de sa mère Annemarie. La Suisse complète le podium.
La course junior se déroule sur le même parcours que celui des femmes. L'Italien Battista Lizzoli mène la course du début à la fin et s'impose aisément devant le duo anglais composé de Robin Bergstrand et Micah Wilson.
La course senior masculine sur parcours court s'effectue sur une boucle de 4,25 km à parcourir deux fois. Annoncé comme favori, l'Anglais Kenny Stuart confirme les pronostics en menant les débats. Il s'impose avec trente secondes d'avance sur son plus proche poursuivant Maurizio Simonetti qui arrache de justesse la deuxième marche du podium pour une seconde devant son compatriote Luigi Bortoluzzi.
Le parcours de la course masculine longue fait 14,6 km pour 1 100 m de dénivelé. Helmut Stuhlpfarrer prend la tête de course mais se voit rattraper par Alfonso Vallicella au troisième kilomètre. Les deux hommes se livrent à un duel au coude-à-coude. Se dépassant à plusieurs reprises, Alfonso Vallicella parvient à accélérer dans les 300 derniers mètres pour prendre l'avantage et décroche le titre face à Helmut. Fausto Bonzi complète le podium avec plus de 2 min 30 s de retard. Avec Claudio Simi au pied du podium, l'Italie s'impose au classement par équipes devant la Suisse et l'Allemagne de l'Ouest.

### Seniors

#### Courses individuelles
| Rang               | Athlète             | Pays       | Temps           |
| ------------------ | ------------------- | ---------- | --------------- |
| Médaille d'or      | Alfonso Vallicella  | Italie     | 1 h 6 min 54 s  |
| Médaille d'argent  | Helmut Stuhlpfarrer | Autriche   | 1 h 7 min 3 s   |
| Médaille de bronze | Fausto Bonzi        | Italie     | 1 h 9 min 41 s  |
| 4                  | Claudio Simi        | Italie     | 1 h 9 min 58 s  |
| 5                  | Kenny Stuart        | Angleterre | 1 h 10 min 38 s |
| 6                  | Beat Imhof          | Suisse     | 1 h 10 min 51 s |
| 7                  | Privato Pezzoli     | Italie     | 1 h 11 min 1 s  |
| 8                  | Hanspeter Näpflin   | Suisse     | 1 h 11 min 41 s |

| Rang               | Athlète              | Pays                 | Temps       |
| ------------------ | -------------------- | -------------------- | ----------- |
| Médaille d'or      | Olivia Grüner        | Allemagne de l'Ouest | 26 min 20 s |
| Médaille d'argent  | Chiara Saporetti     | Italie               | 26 min 36 s |
| Médaille de bronze | Guidina Dal Sasso    | Italie               | 26 min 42 s |
| 4                  | Valentina Bottarelli | Italie               | 27 min 50 s |
| 5                  | Christiane Fladt     | Allemagne de l'Ouest | 27 min 55 s |
| 6                  | Eroica Staudenmann   | Suisse               | 28 min 34 s |
| 7                  | Sonia Basso          | Italie               | 28 min 36 s |
| 8                  | Andrea Zirknitzer    | Autriche             | 29 min 12 s |

#### Courses par équipes
| Rang               | Pays | Points |
| ------------------ | --- | ------ |
| Médaille d'or      | Italie Alfonso Vallicella (1er) Fausto Bonzi (3e) Claudio Simi (4e) Privato Pezzoli (7e)                    | 8      |
| Médaille d'argent  | Suisse Beat Imhof (6e) Hanspeter Näpflin (8e) Fritz Häni (9e) Daniel Schäfer (12e)                          | 23     |
| Médaille de bronze | Allemagne de l'Ouest Reinhold Mayer (10e) Herbert Franke (11e) Siegfried Blum (13e) Gustav Frischmann (17e) | 34     |

| Rang               | Pays | Points |
| ------------------ | --- | ------ |
| Médaille d'or      | Italie Chiara Saporetti (2e) Guidina Dal Sasso (3e) Valentina Bottarelli (4e) Sonia Basso (7e)           | 9      |
| Médaille d'argent  | Allemagne de l'Ouest Olivia Grüner (1re) Christiane Fladt (5e) Annemarie Grüner (12e) Ursula Urban (13e) | 18     |
| Médaille de bronze | Suisse Eroica Staudenmann (6e) Gaby Schütz (10e) Margrit Wyss (11e) Kathrin Müller (14e)                 | 27     |

### Court Senior Hommes
| Rang               | Athlète            | Pays       | Temps       |
| ------------------ | ------------------ | ---------- | ----------- |
| Médaille d'or      | Kenny Stuart       | Angleterre | 32 min 58 s |
| Médaille d'argent  | Maurizio Simonetti | Italie     | 33 min 28 s |
| Médaille de bronze | Luigi Bortoluzzi   | Italie     | 33 min 29 s |
| 4                  | Battista Scanzi    | Italie     | 34 min 11 s |
| 5                  | Stefano Visini     | Italie     | 34 min 50 s |
| 6                  | Fritz Aebi         | Suisse     | 34 min 54 s |
| 7                  | Toni Held          | Suisse     | 35 min 2 s  |
| 8                  | Ray Owen           | Angleterre | 35 min 9 s  |

### Juniors

#### Courses individuelles
| Rang               | Athlète          | Pays       | Temps       |
| ------------------ | ---------------- | ---------- | ----------- |
| Médaille d'or      | Batista Lizzoli  | Italie     | 22 min 56 s |
| Médaille d'argent  | Robin Bergstrand | Angleterre | 23 min 42 s |
| Médaille de bronze | Micah Wilson     | Angleterre | 23 min 53 s |

#### Courses par équipes
| Rang               | Pays                                                                                      | Points |
| ------------------ | ----------------------------------------------------------------------------------------- | ------ |
| Médaille d'or      | Italie Batista Lizzoli (1er) Emiliano Milesi (5e) Franco Naitza (6e) Isidoro Cavagna (8e) | 12     |
| Médaille d'argent  | Angleterre Robin Bergstrand (2e) Micah Wilson (3e) Sean Willis (15e)                      | 20     |
| Médaille de bronze | Suisse Dominik Humbel (4e) Didier Fatton (9e) Michael Steiner (13e) Oliver Martinez (14e) | 26     |